# فضاء طبيعي موضعي
في الرياضيات وخاصة الطوبولوجيا، يعتبر الفضاء الطوبولوجي X متموضعًا طبيعيًا إذا ما كان بدهيًا يشبه الفضاء الطبيعي. وبدقة أكثر فإن الفضاء الطبيعي الموضعي يتوافق مع الخاصية التي تقول أن كل نقطة من الفضاء تنتمي إلى فضاء مجاور يندرج طبيعيًا تحت الفضاء الفرعي الطوبولوجي.

## التعريف الاصطلاحي
يقال أن الفضاء الطوبولوجي X متموضع طبيعيًا إذا وإذا فقط كانت كل نقطة x، بـX لديها مجاور طبيعي يندرج في الفضاء الفرعي الطوبولوجي.
لاحظ أنه ليس كل مجاورلـx ينبغي أن يكون طبيعيًا، ولكن على الأقل أحد مجاوري x ينبغي أن يكون طبيعيًا (يندرج في الفضاء الطوبولوجي).
ولاحظ على كل حال أنه إذا اعتبر أحد الفضاءات متموضعًا طبيعيًا إذا وإذا فقط كانت كل نقطة بالفضاء تنتمي لمجموعة فرعية من الفضاء كانت طبيعيًا مندرجة تحت فضاء فرعي طوبولوجي، ومن ثمّ فيكون كل فضاء طوبولوجي متموضعًا طبيعيًا. وهذا يعتبر نتيجة أن النقطة المفردة {x} تعتبر طبيعيًا خاوية وتحتوي على x. وبناء على ذلك يعتبر التعريف أكثر تقييدًا.

## الأمثلة والخصائص
- كل فضاء T1 طبيعيًا موضعيًا يعتبر موضعيًا منتظمًا وهاوسدورف موضعي.
- كل فضاء هاوسدورف مدمج موضعي يعتبر دائمًا موضعيًا طبيعيًا.
- الفضاء الطبيعي يعتبر متموضعًا طبيعيًا.
- كل فضاء T1 لا يحتاج أن يكون متموضعًا طبيعيًا كما تظهر مجموعة الأرقام الحقيقية مع الفضاء النهائي المشترك.

## النظريات
النظرية الأولى
إذا كان X هميومرفية لـ Y و X متموضع طبيعي، فمن ثمّ تكون Y كذلك.
البرهان
يتبع هذا حقيقة أن صورة الفضاء الطبيعي المندرج تحت الهميومرفية يعتبر دائمًا طبيعيًا.